# 卡尔·冯·罗基坦斯基
卡尔·冯·罗基坦斯基（Carl von Rokitansky，1804年至2月19日—1878年7月23日），奥地利医学家。他青年时就喜好医学，先后就读于布拉格大学和维也纳医学院，1828年成为维也纳医学院病理解剖学助教，1844年成为教授。
进入病理解剖学研究所后，罗氏在《奥地利医学年鉴》上发表了不少论文，基于尸体解剖讨论了许多病理学问题，其新颖文风和清晰逻辑得到了许多年轻医生的响应，一扫过去那些耽于玄谈不务实际的风气。他解剖了维也纳中心医院的所有死者，到1875年，他解剖的尸体数达到3万具，而指导学生的解剖约有6万具，做的法医尸检超过2万5千具，因此得以累积大量病理解剖学资料。他详细记录解剖结果，运用生理学和机械学知识，阐发病理和治疗学原理。
1839年，罗氏描述了脊椎前移变形，1842年描述了胃急性扩张，1843年描述急性黄色肝萎（罗基坦斯基病）、支气管炎症斑疹伤寒、肺炎伤寒，这些在当时的医学界都是首创的成就。1852年、1870年还分别发表了关于动脉疾病、心隔膜缺陷的论文。罗基坦斯基病、罗基坦斯基氏憩室、罗基坦斯基氏肾、罗基坦斯基氏疝、罗基坦斯基氏骨盆、罗基坦斯基氏瘤均是以他命名的。
罗氏1842-1846年写就的《病理解剖学手册》（三卷），是当时该领域的典范著作。他调和了传统的体液病理学和当时的解剖学，认为疾病与血液有着密切联系，是血液中蛋白发生病变，导致了“融合”的病理状态。